# Chinese, Japanese, dirty knees
『Chinese, Japanese, Dirty Knees』（チャイニーズ、ジャパニーズ、ダーティ・ニーズ）は、アメリカ合衆国の古い童謡である。アジア系の子供たちをからかう人種差別的な歌詞が含まれている。

## 概要
歌詞にはいくつかのバリエーションがあるが、ある歌詞は"Chinese/Japanese/Dirty Knees/Look at these Chinese Japanese/Dirty Knees"（中国人、日本人、汚れた膝、この中国人、日本人を見て。汚い膝）となっている。
2005年の『Pop Culture Encyclopedia of the Late 20th Century』には、"Chinese, Japanese, dirty knees / Look at these. (Point to your tits.)"（中国人、日本人、汚れた膝、これを見て〈おっぱいを指差しながら〉）と記載されている。これを歌いながら、手で目の端を両側に引っ張って目を細長くし、膝を隠し、服の胸の部分を引っ張る。この行為により中国人や日本人の目の形を笑い、正座で膝が汚れると笑い、さらに女性の胸が小さいことを笑う。
20世紀に子供時代を過ごしたアジア系アメリカ人は、子供の頃にこの歌で嘲笑されたりいじめられたりしたことを思い出すという。グレゴリー・B・リー（利大英）は、「過去100年間、多くの中国移民の子供たちがこの歌に耐えなければならなかった」と書き、この歌の中で汚さに言及しているのは「不潔な東洋人」というステレオタイプがあったためであると述べている。

## 騒動
2020年12月公開の映画『モンスターハンター』（日本では2021年3月26日公開）の劇中で、中国系アメリカ人のオウヤン・ジンが演じるキャラクターが「俺の膝を見てくれ！」と言い、「それはどんな膝なんだ？」と尋ねてきた相手に「"Chi-knees"だよ」と、Chineseとkneesをひっかけた駄洒落を言うシーンがある。
このセリフがこの童謡を連想させ、中国人を侮辱するものだとして中国のSNS上で騒動となった。公開直後の12月5日から中国全土で上映が中止され、当局はネット上でこの映画への言及を検閲した。